# Ciuperceni, Teleorman
Ciuperceni este satul de reședință al comunei cu același nume din județul Teleorman, Muntenia, România.
Se află în partea de sud a județului, în Lunca Dunării. La recensământul din 2002 avea o populație de 1.629 locuitori. În punctele La vii și La Carieră din apropierea satului au fost descoperite resturile unor așezări din Paleolitic. Ansamblul arheologic este înscris în patrimoniul național cu codul TR-I-s-A-14195.
Între anii 1417-1829 a făcut parte din Raiaua Turnu (Kaza Kule) a Imperiului Otoman. 